# Puylagarde
Puylagarde est une commune française située dans le nord-est du département de Tarn-et-Garonne, en région Occitanie.
Sur le plan historique et culturel, la commune est dans le causse de Caylus, au sud du causse de Limogne, occupant une situation de carrefour à la limite du Quercy et du Rouergue.
Exposée à un climat océanique altéré, elle est drainée par la Bonnette, le ruisseau de Saint-Laurent et par divers autres petits cours d'eau. La commune possède un patrimoine naturel remarquable composé d'une zone naturelle d'intérêt écologique, faunistique et floristique.
Puylagarde est une commune rurale qui compte 345 habitants en 2022, après avoir connu un pic de population de 1 513 habitants en 1793.  Elle fait partie de l'aire d'attraction de Villefranche-de-Rouergue. Ses habitants sont appelés les Puylagardais ou  Puylagardaises.

## Géographie

### Localisation
Commune située à la limite méridionale des causses du Quercy, dans le causse de Caylus.
C'est sur la commune de Puylagarde que prend sa source la Bonnette, affluent de l'Aveyron.

### Communes limitrophes
La commune est limitrophe des départements de l'Aveyron et du Lot.
Les communes limitrophes sont  Lacapelle-Livron, Laramière, Loze, Martiel, Parisot, Saint-Projet, Vailhourles et Vidaillac.
| Vidaillac (Lot)        | Laramière (Lot) | Martiel (Aveyron)     |
| Saint-Projet           | Puylagarde      | Vailhourles (Aveyron) |
| Loze, Lacapelle-Livron | Parisot         |                       |

### Hydrographie

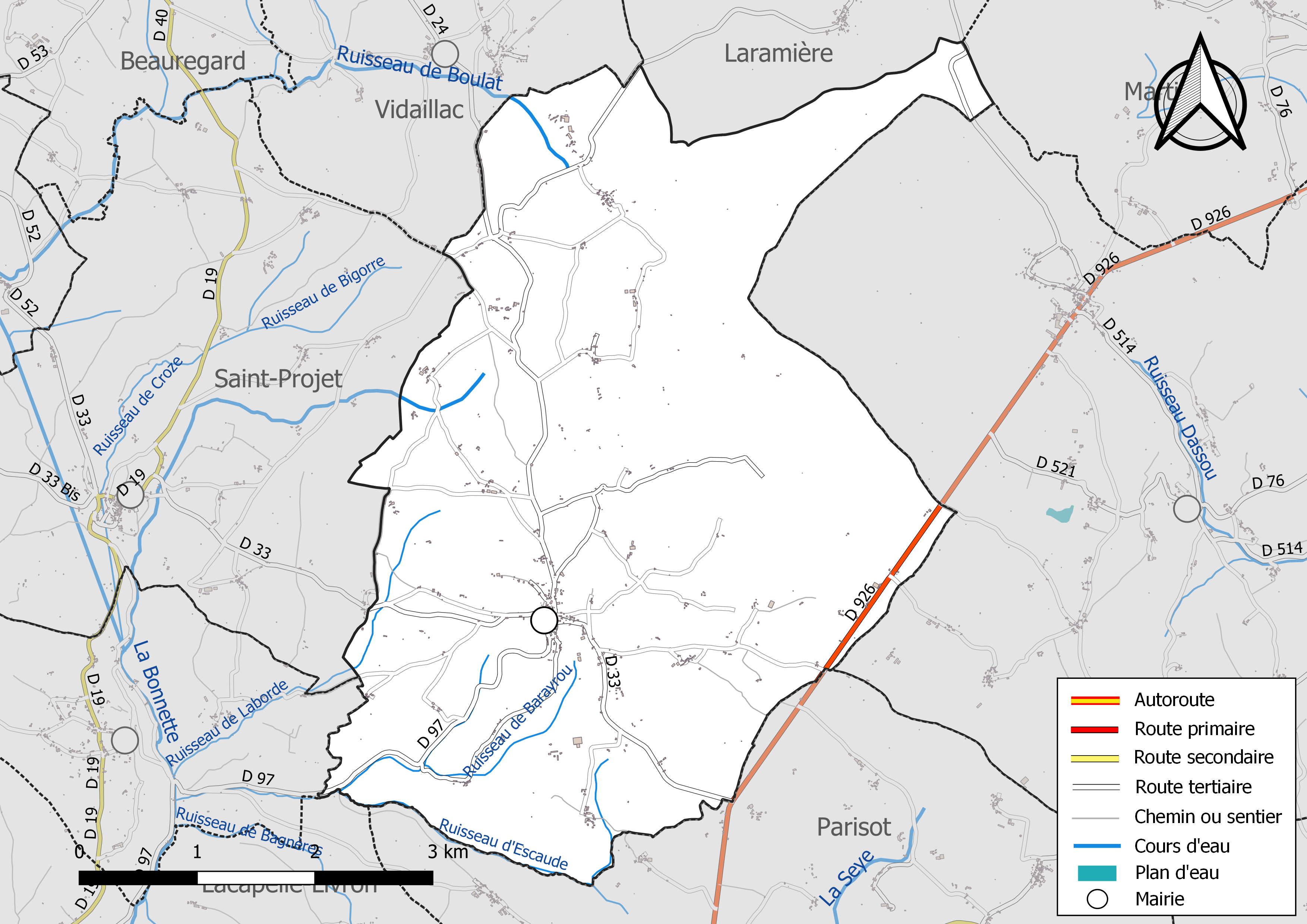
Réseaux hydrographique et routier de Puylagarde.

La commune est dans le bassin versant de la Garonne, au sein du bassin hydrographique Adour-Garonne. Elle est drainée par la Bonnette, le ruisseau de Saint-Laurent, le ruisseau de Barayrou, le ruisseau de Bosc Blanc, le ruisseau de Laborde, le ruisseau d'Escaude et par un petit cours d'eau, constituant un réseau hydrographique de 10 km de longueur totale,.
La Bonnette, d'une longueur totale de 24,9 km, prend sa source dans la commune et s'écoule du nord-est au sud-ouest. Elle traverse la commune et se jette dans l'Aveyron à Saint-Antonin-Noble-Val, après avoir traversé 7 communes.
Le ruisseau de Saint-Laurent, d'une longueur totale de 10,1 km, prend sa source dans la commune et s'écoule d'est en ouest. Il traverse la commune et se jette dans la Bonnette à Loze, après avoir traversé 6 communes.

### Climat
Pour des articles plus généraux, voir Climat de l'Occitanie et Climat de Tarn-et-Garonne.
En 2010, le climat de la commune est de type climat océanique altéré, selon une étude du Centre national de la recherche scientifique s'appuyant sur une série de données couvrant la période 1971-2000. En 2020, Météo-France publie une typologie des climats de la France métropolitaine dans laquelle la commune est toujours exposée à un climat océanique altéré et est dans une zone de transition entre les régions climatiques « Aquitaine, Gascogne » et « Ouest et nord-ouest du Massif Central ».
Pour la période 1971-2000, la température annuelle moyenne est de 12 °C, avec une amplitude thermique annuelle de 15,2 °C. Le cumul annuel moyen de précipitations est de 937 mm, avec 10,8 jours de précipitations en janvier et 6,3 jours en juillet. Pour la période 1991-2020, la température moyenne annuelle observée sur la station météorologique de Météo-France la plus proche, « Caylus », sur la commune de Caylus à 9 km à vol d'oiseau, est de 13,0 °C et le cumul annuel moyen de précipitations est de 799,0 mm. 
La température maximale relevée sur cette station est de 41,7 °C, atteinte le 23 août 2023 ; la température minimale est de −14,7 °C, atteinte le 10 février 2012,,.
Les paramètres climatiques de la commune ont été estimés pour le milieu du siècle (2041-2070) selon différents scénarios d'émission de gaz à effet de serre à partir des nouvelles projections climatiques de référence DRIAS-2020. Ils sont consultables sur un site dédié publié par Météo-France en novembre 2022.

### Milieux naturels et biodiversité

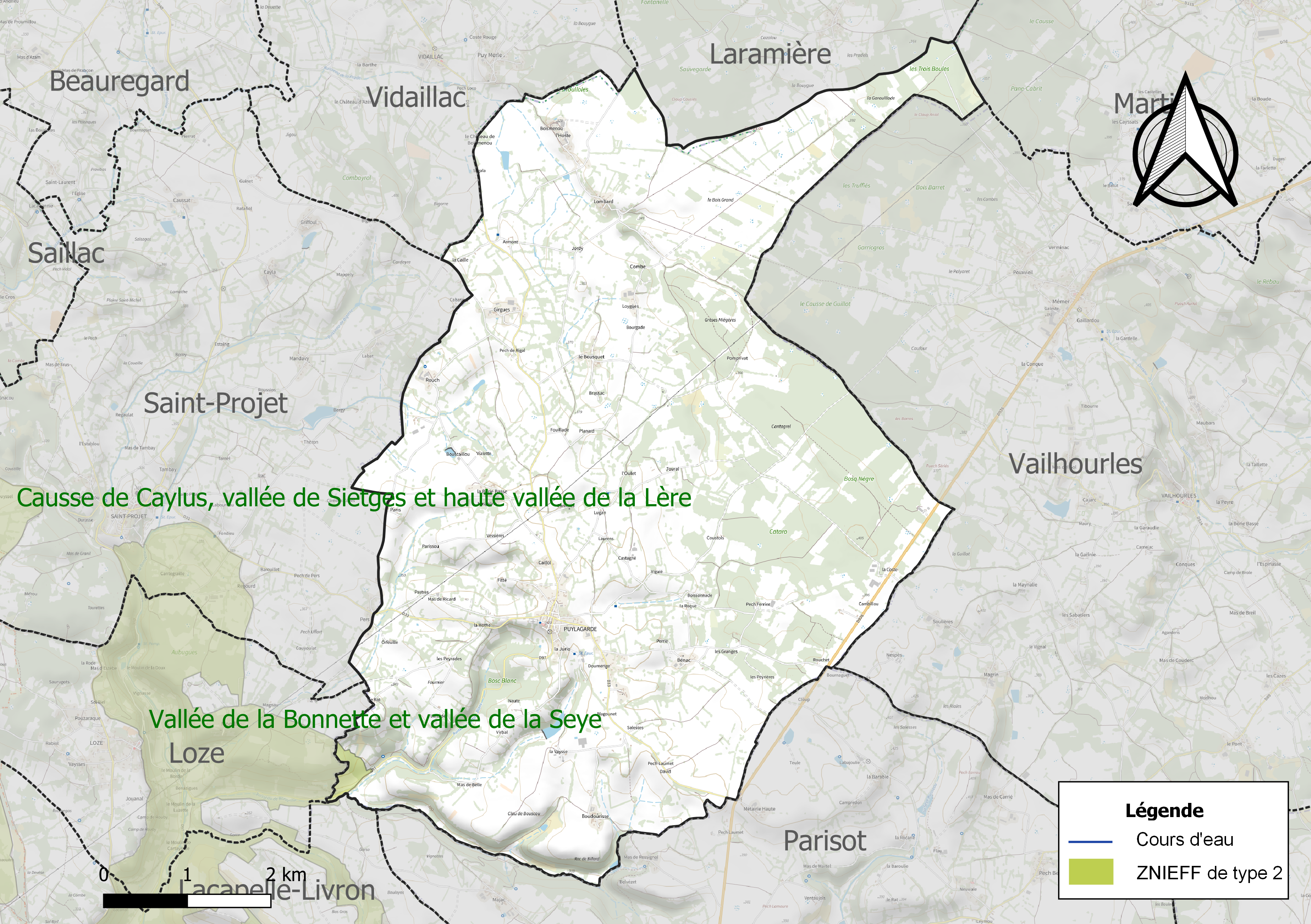
Carte de la ZNIEFF de type 2 localisée sur la commune.

L’inventaire des zones naturelles d'intérêt écologique, faunistique et floristique (ZNIEFF) a pour objectif de réaliser une couverture des zones les plus intéressantes sur le plan écologique, essentiellement dans la perspective d’améliorer la connaissance du patrimoine naturel national et de fournir aux différents décideurs un outil d’aide à la prise en compte de l’environnement dans l’aménagement du territoire.
Une ZNIEFF de type 2 est recensée sur la commune :
la « vallée de la Bonnette et vallée de la Seye » (6 289 ha), couvrant 12 communes du département.

## Urbanisme

### Typologie
Au 1er janvier 2024, Puylagarde est catégorisée commune rurale à habitat très dispersé, selon la nouvelle grille communale de densité à sept niveaux définie par l'Insee en 2022.
Elle est située hors unité urbaine. Par ailleurs la commune fait partie de l'aire d'attraction de Villefranche-de-Rouergue, dont elle est une commune de la couronne,. Cette aire, qui regroupe 34 communes, est catégorisée dans les aires de moins de 50 000 habitants,.

### Occupation des sols
L'occupation des sols de la commune, telle qu'elle ressort de la base de données européenne d’occupation biophysique des sols Corine Land Cover (CLC), est marquée par l'importance des territoires agricoles (79,5 % en 2018), en diminution par rapport à 1990 (81,3 %). La répartition détaillée en 2018 est la suivante : 
prairies (51,9 %), zones agricoles hétérogènes (27,6 %), forêts (18,7 %), zones urbanisées (1,8 %). L'évolution de l’occupation des sols de la commune et de ses infrastructures peut être observée sur les différentes représentations cartographiques du territoire : la carte de Cassini (XVIIIe siècle), la carte d'état-major (1820-1866) et les cartes ou photos aériennes de l'IGN pour la période actuelle (1950 à aujourd'hui).

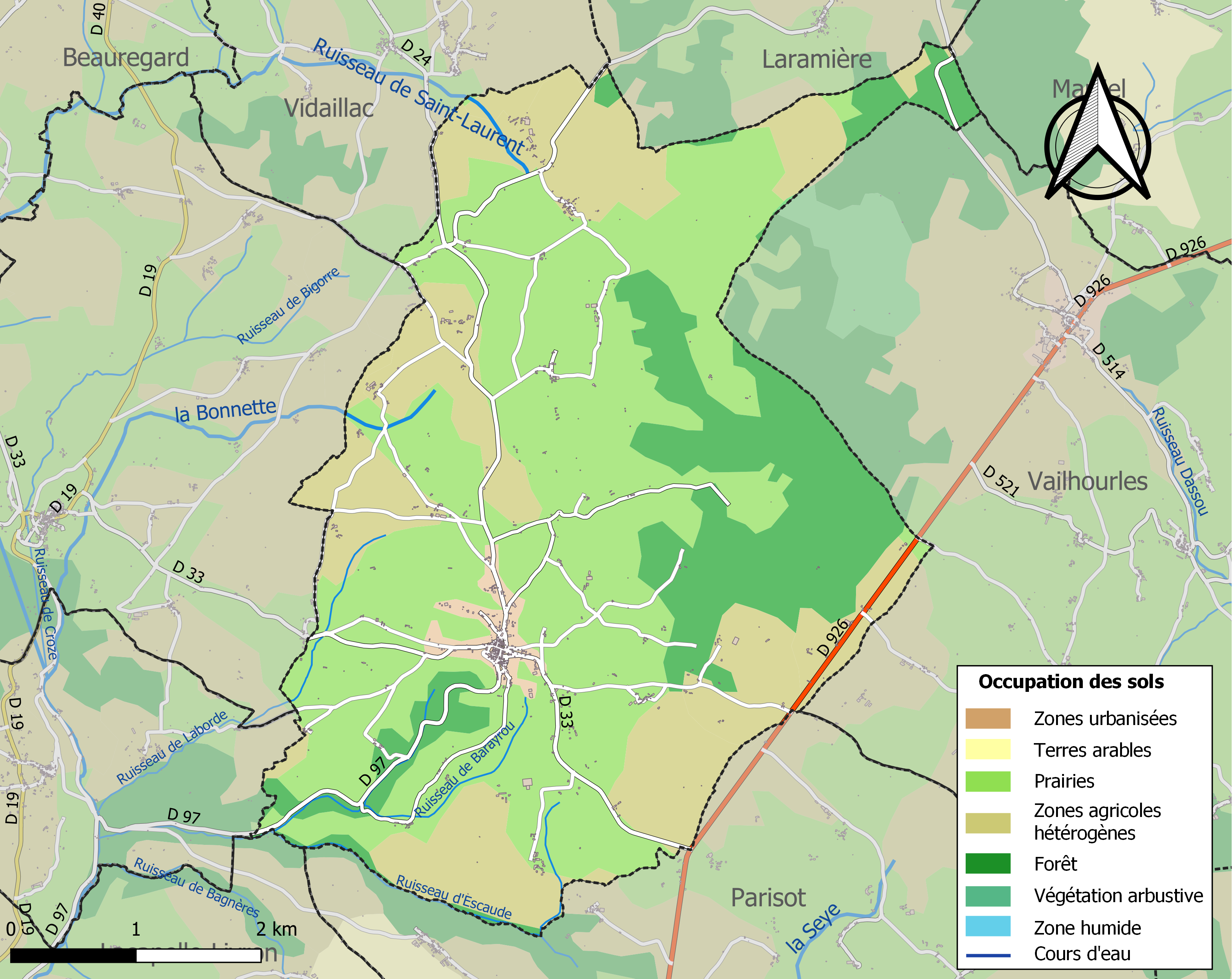
Carte des infrastructures et de l'occupation des sols de la commune en 2018 (CLC).

### Risques majeurs
Le territoire de la commune de Puylagarde est vulnérable à différents aléas naturels : météorologiques (tempête, orage, neige, grand froid, canicule ou sécheresse), mouvements de terrains et séisme (sismicité très faible). Il est également exposé à un risque technologique,  le transport de matières dangereuses. Un site publié par le BRGM permet d'évaluer simplement et rapidement les risques d'un bien localisé soit par son adresse soit par le numéro de sa parcelle.

#### Risques naturels
Puylagarde est exposée au risque de feu de forêt. Le département de Tarn-et-Garonne présentant toutefois globalement un niveau d’aléa moyen à faible très localisé, aucun Plan départemental de protection des forêts contre les risques d’incendie de forêt (PFCIF) n'a été élaboré. Le débroussaillement aux abords des maisons constitue l’une des meilleures protections pour les particuliers contre le feu,.

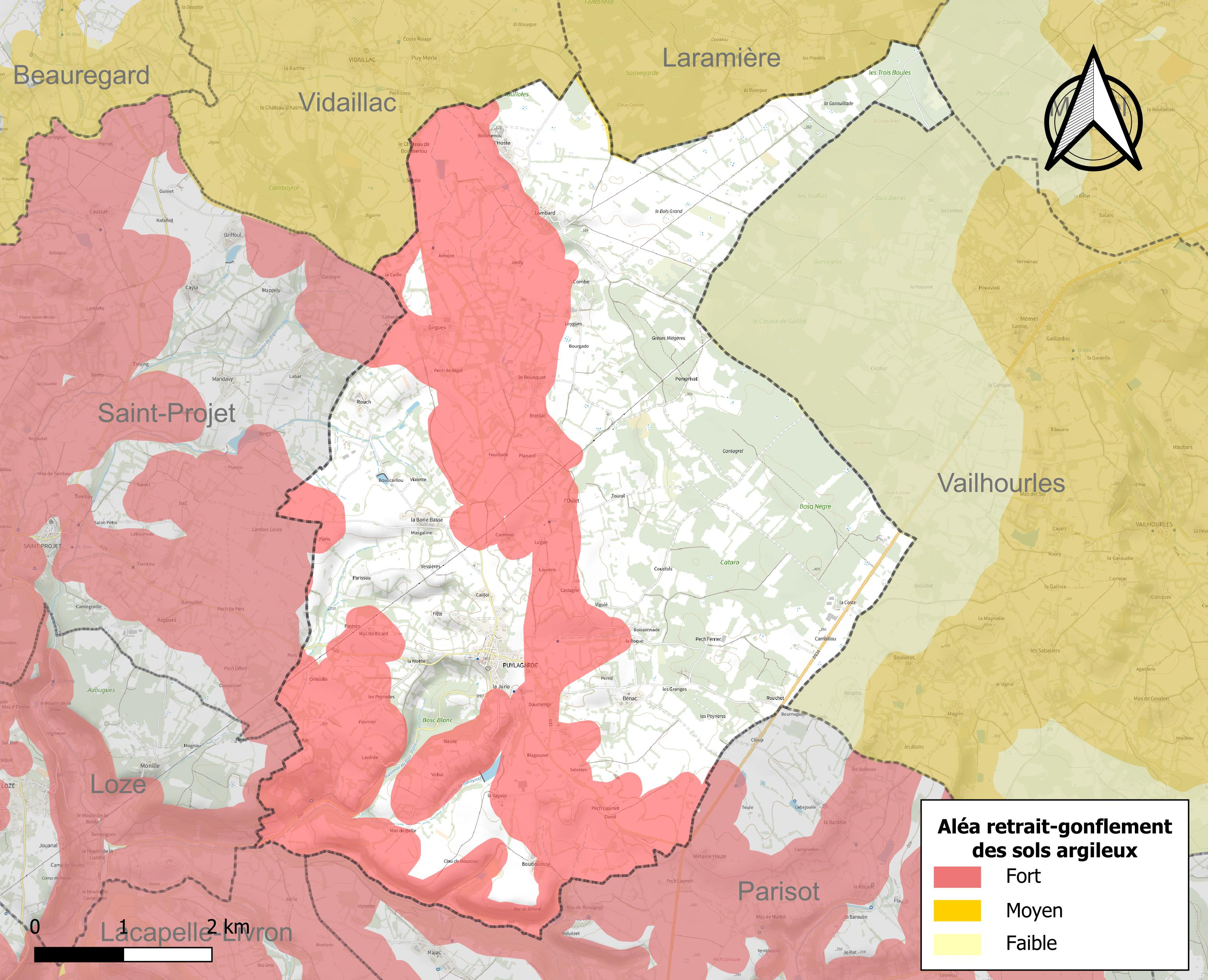
Carte des zones d'aléa retrait-gonflement des sols argileux de Puylagarde.

Les mouvements de terrains susceptibles de se produire sur la commune sont des tassements différentiels.
Le retrait-gonflement des sols argileux est susceptible d'engendrer des dommages importants aux bâtiments en cas d’alternance de périodes de sécheresse et de pluie. 38,9 % de la superficie communale est en aléa moyen ou fort (92 % au niveau départemental et 48,5 % au niveau national). Sur les 294 bâtiments dénombrés sur la commune en 2019, 102 sont en aléa moyen ou fort, soit 35 %, à comparer aux 96 % au niveau départemental et 54 % au niveau national. Une cartographie de l'exposition du territoire national au retrait gonflement des sols argileux est disponible sur le site du BRGM,.
Par ailleurs, afin de mieux appréhender le risque d’affaissement de terrain, l'inventaire national des cavités souterraines permet de localiser celles situées sur la commune.
La commune a été reconnue en état de catastrophe naturelle au titre des dommages causés par les inondations et coulées de boue survenues en 1982 et 1999. Concernant les mouvements de terrains, la commune a été reconnue en état de catastrophe naturelle au titre des dommages causés par la sécheresse en 2009, 2011, 2012, 2017 et 2018 et par des mouvements de terrain en 1999.

#### Risques technologiques
Le risque de transport de matières dangereuses sur la commune est lié à sa traversée par des infrastructures routières ou ferroviaires importantes ou la présence d'une canalisation de transport d'hydrocarbures. Un accident se produisant sur de telles infrastructures est susceptible d’avoir des effets graves sur les biens, les personnes ou l'environnement, selon la nature du matériau transporté. Des dispositions d’urbanisme peuvent être préconisées en conséquence.

## Politique et administration
| Période   | Période   | Identité             | Étiquette | Qualité |
| --------- | --------- | -------------------- | --------- | ------- |
| 1876      | 1879      | Antoine Miquel       |           |         |
| 1879      | 1881      | Jean Pierre Savignac |           |         |
| 1881      | 1882      | François Charrié     |           |         |
| 1882      | 1899      | Antoine Savignac     |           |         |
| 1899      | 1913      | Antoine Sudre        |           |         |
| 1913      | 1925      | Maximin Cambou       |           |         |
| 1925      | 1929      | Emile Barthes        |           |         |
| 1929      | 1935      | Léon Costes          |           |         |
| 1935      | 1944      | Jean Aymard          |           |         |
| 1944      | 1947      | Germain Lauriac      |           |         |
| 1947      | 1965      | Vincent Cazes        |           |         |
| mars 1983 | 2001      | André Dalat          | PS        |         |
| mars 2001 | mars 2014 | André Carrié         |           |         |
| mars 2014 | En cours  | Alain Virolle        |           |         |

## Démographie
L'évolution du nombre d'habitants est connue à travers les recensements de la population effectués dans la commune depuis 1793. Pour les communes de moins de 10 000 habitants, une enquête de recensement portant sur toute la population est réalisée tous les cinq ans, les populations de référence des années intermédiaires étant quant à elles estimées par interpolation ou extrapolation. Pour la commune, le premier recensement exhaustif entrant dans le cadre du nouveau dispositif a été réalisé en 2008.

En 2022, la commune comptait 345 habitants, en évolution de +2,68 % par rapport à 2016 (Tarn-et-Garonne : +3,12 %, France hors Mayotte : +2,11 %).
| 1793  | 1800  | 1806  | 1821  | 1831  | 1836  | 1841  | 1846  | 1851  |
| ----- | ----- | ----- | ----- | ----- | ----- | ----- | ----- | ----- |
| 1 513 | 1 419 | 1 229 | 1 487 | 1 278 | 1 172 | 1 158 | 1 180 | 1 207 |

| 1856  | 1861  | 1866  | 1872  | 1876  | 1881  | 1886  | 1891 | 1896 |
| ----- | ----- | ----- | ----- | ----- | ----- | ----- | ---- | ---- |
| 1 202 | 1 229 | 1 165 | 1 166 | 1 122 | 1 050 | 1 083 | 995  | 963  |

| 1901 | 1906 | 1911 | 1921 | 1926 | 1931 | 1936 | 1946 | 1954 |
| ---- | ---- | ---- | ---- | ---- | ---- | ---- | ---- | ---- |
| 858  | 876  | 813  | 669  | 656  | 588  | 560  | 515  | 501  |

| 1962 | 1968 | 1975 | 1982 | 1990 | 1999 | 2006 | 2008 | 2013 |
| ---- | ---- | ---- | ---- | ---- | ---- | ---- | ---- | ---- |
| 404  | 389  | 330  | 344  | 298  | 331  | 339  | 341  | 339  |

| 2018 | 2022 | - | - | - | - | - | - | - |
| ---- | ---- | - | - | - | - | - | - | - |
| 332  | 345  | - | - | - | - | - | - | - |

## Économie

### Revenus
En 2018, la commune compte 163 ménages fiscaux, regroupant 305 personnes. La médiane du revenu disponible par unité de consommation est de 19 380 € (20 140 € dans le département).

### Emploi
|                | 2008  | 2013   | 2018   |
| -------------- | ----- | ------ | ------ |
| Commune        | 5,4 % | 9,8 %  | 11,8 % |
| Département    | 8,4 % | 10,2 % | 10,3 % |
| France entière | 8,3 % | 10 %   | 10 %   |

En 2018, la population âgée de 15 à 64 ans s'élève à 178 personnes, parmi lesquelles on compte 75,3 % d'actifs (63,5 % ayant un emploi et 11,8 % de chômeurs) et 24,7 % d'inactifs,. En  2018, le taux de chômage communal (au sens du recensement) des 15-64 ans est supérieur à celui du département et de la France, alors qu'en 2008 la situation était inverse.
La commune fait partie de la couronne de l'aire d'attraction de Villefranche-de-Rouergue, du fait qu'au moins 15 % des actifs travaillent dans le pôle,. Elle compte 52 emplois en 2018, contre 64 en 2013 et 59 en 2008. Le nombre d'actifs ayant un emploi résidant dans la commune est de 115, soit un indicateur de concentration d'emploi de 45,2 % et un taux d'activité parmi les 15 ans ou plus de 48,1 %.
Sur ces 115 actifs de 15 ans ou plus ayant un emploi, 37 travaillent dans la commune, soit 32 % des habitants. Pour se rendre au travail, 78,3 % des habitants utilisent un véhicule personnel ou de fonction à quatre roues, 10,4 % s'y rendent en deux-roues, à vélo ou à pied et 11,3 % n'ont pas besoin de transport (travail au domicile).

### Activités hors agriculture
29 établissements sont implantés  à Puylagarde au 31 décembre 2019.
Le secteur de l'industrie manufacturière, des industries extractives et autres est prépondérant sur la commune puisqu'il représente 44,8 % du nombre total d'établissements de la commune (13 sur les 29 entreprises implantées  à Puylagarde), contre 9,6 % au niveau départemental.

### Agriculture
La commune est dans le Rouergue, une petite région agricole située dans le nord-est  du département de Tarn-et-Garonne. En 2020, l'orientation technico-économique de l'agriculture  sur la commune est l'élevage de bovins, pour la viande. 
|               | 1988  | 2000  | 2010  | 2020  |
| ------------- | ----- | ----- | ----- | ----- |
| Exploitations | 46    | 29    | 28    | 20    |
| SAU (ha)      | 1 471 | 1 519 | 1 872 | 1 419 |

Le nombre d'exploitations agricoles en activité et ayant leur siège dans la commune est passé de 46 lors du recensement agricole de 1988  à 29 en 2000 puis à 28 en 2010 et enfin à 20 en 2020, soit une baisse de 57 % en 32 ans. Le même mouvement est observé à l'échelle du département qui a perdu pendant cette période 57 % de ses exploitations,. La surface agricole utilisée sur la commune a également diminué, passant de 1 471 ha en 1988 à 1 419 ha en 2020. Parallèlement la surface agricole utilisée moyenne par exploitation a augmenté, passant de 32 à 71 ha.

## Culture locale et patrimoine

### Lieux et monuments
- Château construit entre le XIVe et le XVIe siècle : tour vraisemblablement du XIVe siècle, corps de logis dénaturé du XVIe siècle, petite aile en retour du XVIIe siècle[31].
- Église paroissiale Saint-Jacques, XIIIe-XVe siècle[32]. L'édifice est référencé dans la base Mérimée et à l'Inventaire général Région Occitanie[33]. De nombreux objets sont référencés dans la base Palissy (voir les notices liées)[33].
- Chapelle du sanctuaire Notre-Dame de Lugan[34].

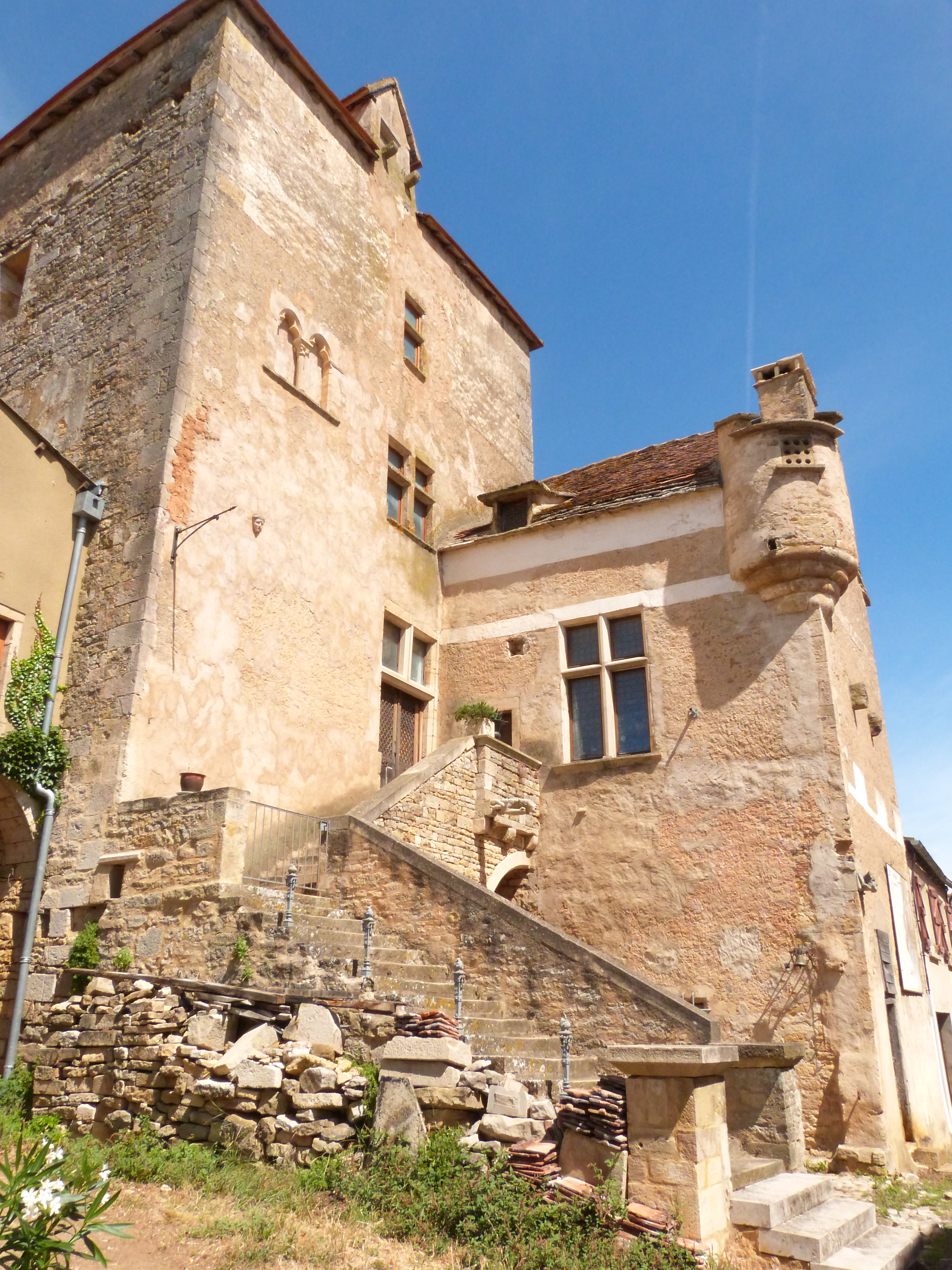
Façade du château.
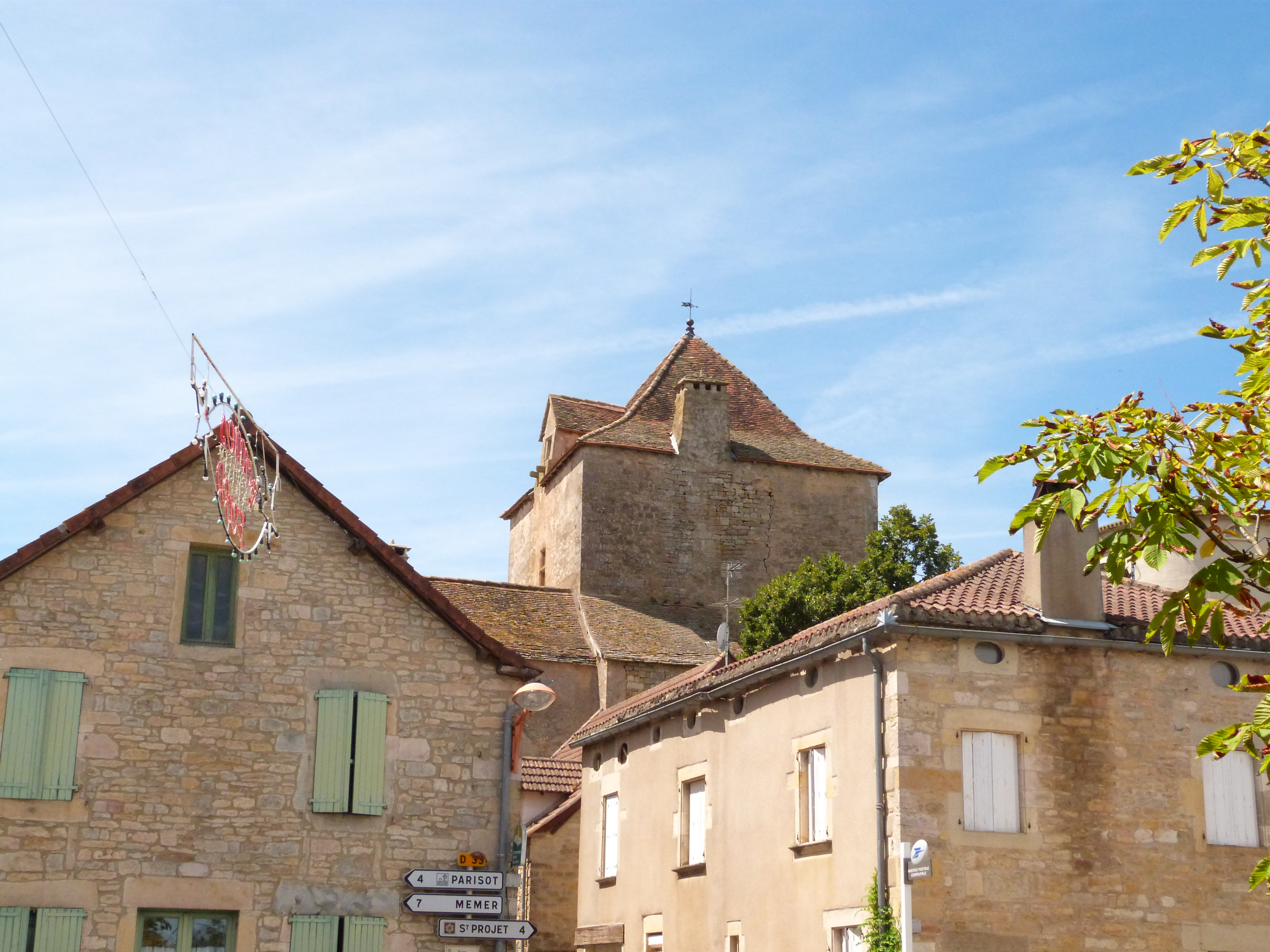
Vue du château et de l'église.

### Personnalités liées à la commune
- Famille de Pechdo (de La Barthe).
- Dalmas de Lapérouse - Pierre René Polidor Ferdinand Dalmas de Lapérouse, né à Boudourisse en 1798 et mort en 1872.
- Le peintre Jean Coladon (né en 1933) a vécu à Puylagarde, et y a peint en 1994 une fresque visible dans l'Espace Ouradou[35].

## Héraldique
| Blason | Blasonnement : D'or au puits de sable sur une terrasse de sinople. |

## Pour approfondir